# Krvavé pohraničí
Krvavé pohraničí je cyklus fantasy příběhů Vladimíra Šlechty, které se odehrávají v hraničním území mezi teritorii lidí, elfů a skřetů, o nějž se vede neustálý boj.

## Série Krvavé pohraničí
Knihy jsou seřazeny dle vnitřní chronologie, čísla udávají letopočet v Hraničních zemích. Knihy jsou psány tučně, povídky kurzívou. U povídek je v závorce uvedena kniha, ve které se povídka nachází:
- 157 - Dětská dýka (Drakobijci I)
- 159 - Zimní zakázka (Drakobijci V, Nejlepší den pro umírání)
- 160 - Nejlepší den (Nejlepší den pro umírání)
- 161
  - časné jaro - Likario
  - léto - Pekelný kůň (Orcigard), Hromada zlata (Orcigard)
- 162 - Válečná lest (Drakobijci II, Válečná lest)
- 163 - Trojí krev (Zahrada sirén)
- 164 - Zbraň mého mrtvého přítele (Drakobijci VII, Válečná lest)
- 165 - Krysí zub (Orcigard)
- 167
  - časné jaro - Zvykové právo (Drakobijci III)
  - jaro - Nenávist (Orcigard)
  - přelom jara a léta - Stará válka (Drakobijci IV)
  - léto - Zúčtování (Zahrada sirén)
- 168 - Krvavé pohraničí
- 169 - Šílený les, Začarovaný les (Válečná lest)
- 170 - Poutníci do zahrady sirén (Zahrada sirén), Děti lesa (Válečná lest)
- 170/171 - Ploty z kostí
- 171 - Hořící přízraky, Šťastná náhoda (Legendy české fantasy)
- podzim 171/jaro 172 - Spící obr (Válečná lest)
- 178 - Ex-orkista (Válečná lest)

## Děj románu Krvavé pohraničí
Mladík Floyd Barlett se vrací z trestných výprav proti orkům spolu se slepým zwergem Thorpim a malou zlodějkou Alexandrou proměněnou v kámen. Má sebou také hlavu temného mága, který byl porážen Gordonem Feem a jeho bandou jejíž byl Barlett součástí. S nimi byli ještě dvě elfky se kterými měl Floyd poměr a mág Ronard. Nechce mluvit o jejich osudu a město věří,že se ještě vrátí. Až když nemůže jinak, pravda vyjde na povrch. Gordon, Ronard a obě těhotné elfky jsou mrtví, zahynuli při boji s mágem. V tomto boji byli Thorpimu ohnivou koulí vypáleny oči a Alexandra proměněna. Následují zmatky, které vysvětlují osud Chawyny a náhled Arkastie i Barro na důvody smrti temného mága. 